# Rokitnica (Pruszcz Gdański)
Rokitnica (deutsch Müggenhahl) ist ein Dorf im Powiat Gdański der Woiwodschaft Pommern im Norden Polens.

## Geographische Lage
Das Dorf liegt etwa vier Kilometer östlich von Pruszcz Gdański (deutsch Praust) und elf Kilometer südlich der regionalen Metropole Gdańsk (Danzig) auf der sogenannten Danziger Höhe oder Höchte (polnisch Zyzyna).

## Ortsname
Die Ortsbezeichnung Rokitnica kommt in Polen sechsmal vor. Die deutsche Ortsbezeichnung Müggenhahl ist dem Plattdeutschen entlehnt und bedeutet so viel wie ‚Mückenloch‘.

## Geschichtliches
Das Dorf gehörte vor 1919 zur deutschen Provinz Westpreußen und wurde nach dem Ersten Weltkrieg im Rahmen des Versailler Vertrags dem Gebiet der Freien Stadt Danzig zugeordnet. Nach dem Zweiten Weltkrieg wurde der Ort zusammen mit der gesamten Region unter polnische Verwaltung gestellt. Das Dorf ist heute ein Teil des 1999 neu gegründeten polnischen Verwaltungsbezirks Powiat Gdański.

### Entwicklung der Einwohnerzahl
- 1866: ca. 600[2]
- 2008: 924[3]

## Söhne und Töchter des Orts
- Michael Gottlieb Hansch (1683–1749), deutscher Philosoph
- Oswald Arthur Lenz (1886–1970), Autor und Redakteur der „Danziger Allgemeinen Zeitung“[4]